# Луксорська різанина
Напад у Луксорі (також відомий як різанина у Луксорі) — масове вбивство терористами іноземних туристів, яке відбулося 17 листопада 1997 року у Дейр-ель-Бахрі, районі археологічних розкопок поблизу річки Ніл в Єгипті. Ісламісти вбили тут більше 60 іноземних туристів в Похоронному храмі Хатшепсут в Дейр-ель-Бахрі, котрий є однією з найвідоміших єгипетських туристичних визначних пам'яток.

## Хронологія
Рано вранці шість терористів з угрупування ісламізму «Гамаа Ісламія» озброєні автоматичною зброєю та ножами, напали на групу туристів, які перебували в другій галереї храму в цей час.
62 людини, в тому числі 58 туристів, з них 36 швейцарців, 10 японців, 6 британців, 4 німця і 2 колумбійця були вбиті. Також були вбиті четверо єгиптян, у тому числі троє поліцейських і провідник. Були поранені 12 швейцарців, 2 японця, 2 німця, один француз і 9 єгиптян.
Коли вони вбили єгипетських охоронців, вони почали вбивати туристів, що знаходилися в храмі, періодично розстрілюючи їх протягом 45 хвилин. Багато тіл, в основному жінки, були понівечені мачете. Терористи використовували як вогнепальну зброю, так і м'ясні ножі. Рукопис, що вихваляє іслам, була поміщена у випотрошене тіло. Серед жертв були також п'ятирічна дитина з Великої Британії та японська пара, яка проводила в Єгипті медовий місяць.
Після масового вбивства нападники викрали автобус, на якому під'їхали до збройного посту єгипетської армії. Почалася перестрілка. Один терорист був поранений, інші втекли в гори. Пізніше тіла терористів були виявлені в печері, де вони, швидше за все, покінчили життя самогубством.

## Наслідки
Через цей інцидент індустрія туризму в Єгипті була серйозно ослаблена на кілька років. Сьогодні, в цілях безпеки, на протяжних ділянках і в громадських місцях розміщуються співробітники туристичної поліції з автоматами в броньованих укриттях або зі сталевими щитами.

## Призначення Аль-Чаджата губернатором Луксора
16 червня 2013 року новий президент Єгипту Мохаммед Мурсі призначив Адель аль-Чаджата губернатором провінції Луксор. Чаджат був лідером «Партії розвитку» та і засновником організації «Gamaa Islamija», яка несе відповідальність за теракт, що стався в Луксорі. У 1997 році він був провінційним офіцером, котрий керував терористичною організацією. Його призначення викликало протести в Луксорі. У тому ж місяці він подав у відставку.
Адель аль-Чаджат так і не був притягнутий до відповідальності за свою роль у різанині в Луксорі.